# سوسن گری
سوسن گری (نام علمی: Lilium grayi) نام یک گونه از سرده سوسن است.